# Михальський Олександр Октавіанович
Олекса́ндр Октавіа́нович Миха́льський (пол. Aleksander Michalski; рос. Александр Октавианович Михальский; нар. 1854, Кам'янець-Подільський, нині Хмельницької області, Україна  — пом. 3 грудня 1904, Краків, Польща) — польський і російський геолог, гірничий інженер, стратиграф, палеонтолог.

## Біографія
Олександр Октавіанович Михальський народився 1854 року в Кам'янці-Подільському . 1872 року із золотою медаллю закінчив Кам'янець-Подільську чоловічу гімназію . Після цього навчався в Гірничому інституті в Санкт-Петербурзі, який закінчив 1878 року.
Від 1878 року служив при Гірничому департаменті. Проводив геологічні дослідження в Келецькій і Радомській губерніях (1880), уздовж запланованої траси залізниці від Домброва до Івангорода (1881). Працював у Геологічному комітеті як консерватор (1882), молодший геолог (1885), старший геолог (1897). Проводив геологічну зйомку в Царстві Польському, на Келецькому кряжі (1882—1895), гідротехнічне дослідження Буських мінеральних джерел (1893), вивчав залізисті кварцити Південно-Російської кристалічної смуги (1896) і керував роботами в Криворізькому рудному районі (1898—1901), провів спеціальне дослідження провалів на Вільно-Рівненській ділянці Поліських залізниць (1899).